# Jerome Damon
Jerome Damon (nascut el 4 d'abril del 1972 a Ciutat del Cap), és un àrbitre de futbol Sud-africà. Coulibaly és àrbitre internacional FIFA des del 2000. Fins ara ha dirigit partits en grans esdeveniments com la Copa Àfrica 2008 o la Copa del Món 2006. El febrer del 2010 va ser assignat per arbitrar al Mundial 2010.